# Александър Гризо
Александър Гризо (на македонска литературна норма: Александар Гризо) е инженер-химик от Република Македония, икономист и университетски преподавател.

## Биография
Роден е в 1919 година в Солун, Гърция. Завършва гимназия в Битоля и след това Технологико-металургичния факултет на Белградския университет. Преподава в Технологико-металургичния факултет на Скопския университет, на който е и декан. Основател е на Института за химично инженерство. Специалист е по технологически операции, сепарационни и други процеси. Автор е на 6 монографии и различни учебници и наръчници. Работи като главен инженер, технически директор и съветник в голям брой химически комбинати - най-дълго в ОХИС - Скопие. Експерт е на УНИДО в Пакистан. Подпредседател е на Съюза на химиците и технолозите на Югославия.
Умира в 2004 година в Скопие.